# Allende el Río
Allende el Río es un barrio de la ciudad de Palencia (Castilla y León, España), situado en la margen derecha del río Carrión.

## Características
Tiene enlace con la ciudad a través del Puente Mayor, Puentecillas y Puente de Hierro. El Hospital Río Carrión se encuentra en dicho barrio, cuenta con un ramal del Canal de Castilla que finaliza en la Darsena de Palencia, donde se encuentra el Museo del Agua y también con las áreas verdes, como El Sotillo, el Parque Isla Dos Aguas y el Monte El Viejo. En el barrio comienza el Camino de San Román que da acceso al Área Recreativa del Segundo Sotillo.

Celebra su fiesta el 26 de julio (Santa Ana). Santa Ana es también el nombre de su única parroquia (conocida también como Nuestra Señora de Allende el Río) que curiosamente alberga una imagen de Santa Teresa de Ávila, porque se dice que fue en esta Iglesia que la Santa paró al llegar a la ciudad.

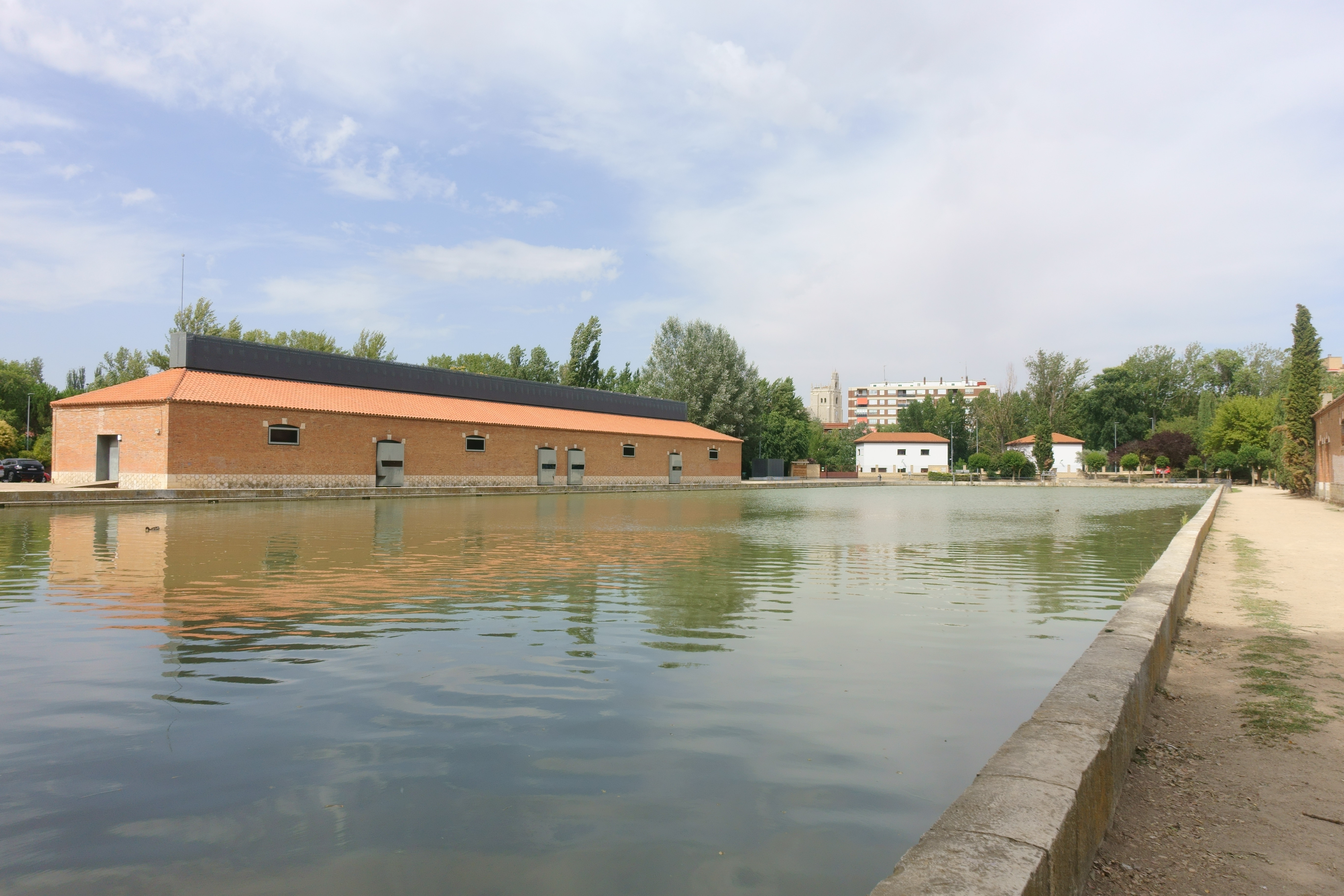
Dársena del Canal de Castilla, con el Museo del Agua en una de sus naves se ubica en el barrio de Allende el Río.

Antaño era una zona principalmente agrícola y ganadera, poblada moderadamente, fue afectada severamente por las inundaciones del año 1962, en las cuales algunas viviendas se derrumbaron o quedaron inhabitables induciendo a algunos de sus habitantes a trasladar su domicilio a la zona centro de la ciudad. Modificaciones en la ley del suelo de la ciudad Palencia facilitarán la edificación de nuevas viviendas, lo cual permitirá el asentamiento de nuevos vecinos, ya que es uno de los barrios más codiciados y solicitado por los palentinos para residir.
Dos problemas han preocupado recientemente a los habitantes de este tranquilo barrio: la construcción del Centro de Tratamiento de Residuos (CTR) de Palencia y el desarrollo residencial previsto en el futuro Plan General de Ordenación Urbana (PGOU), considerado insuficiente por algunos y excesivo o inapropiado por otros.
- Datos: Q5669262